# Devade qiemuensis
Espèce
Synonymes
- Amaurobius qiemuensis Hu & Wu, 1989

Devade qiemuensis est une espèce d'araignées aranéomorphes de la famille des Argyronetidae.

## Répartition
Cette espèce est endémique de Chine. Elle se rencontre au Xinjiang, au Qinghai, en Mongolie-Intérieure et au Hebei.

## Description
La femelle holotype mesure 4,70 mm.
Le mâle décrit par Wang, Yang, Marusik et Zhang en 2025 mesure 4,27 mm et la femelle 6,13 mm.

## Systématique et taxinomie
Cette espèce a été décrite sous le protonyme Amaurobius qiemuensis par Hu et Wu en 1989. Elle est placée dans le genre Devade par Esyunin et Efimik en 2000. Elle est placée en synonymie avec Devade tenella par Esyunin et Marusik en 2001. Elle est relevée de synonymie par Wang, Yang, Marusik et Zhang en 2025.

## Étymologie
Son nom d'espèce, composé de qiemu et du suffixe latin -ensis, « qui vit dans, qui habite », lui a été donné en référence au lieu de sa découverte, le xian de Qiemo.

## Publication originale
- Hu & Wu, 1989 : « Spiders from agricultural regions of Xinjiang Uygur Autonomous Region, China. » Shandong University Publishing House, p. 1-435.